# Dante XXI
Dante XXI è il decimo album in studio del gruppo musicale brasiliano Sepultura, pubblicato il 13 marzo 2006.

## Il disco
Il disco è basato sulla Divina Commedia di Dante Alighieri e, esattamente come l'opera del sommo poeta, è diviso in tre parti: Inferno, Purgatorio e Paradiso. Nell'Inferno sono contenute cinque canzoni (suonate esclusivamente dalla band), cinque canzoni sono presenti anche nel Purgatorio (in cui suonano anche delle guest), mentre una sola traccia rappresenta il Paradiso (una strumentale). Cover della canzone dei Judas Priest Screaming for Vengeance, e della canzone dei Sick of It All Scratch the Surface sono state registrate come b-sides.
Dante XXI in origine doveva chiamarsi "Dante 05", ma il titolo venne cambiato quando divenne chiaro che non era possibile pubblicarlo entro la fine del 2005.

## Tracce
1. Lost (Intro) (musica: Kisser, Green, Cavalera) - 0:59
2. Dark Wood of Error (m: Kisser, Green, Cavalera; testo: Kisser) - 2:19
3. Convicted in Life (m: Kisser, Green, Cavalera; t: Kisser, Green) - 3:09
4. City of Dis (m: Kisser, Green, Cavalera; t: Green) - 3:27
5. False (m: Kisser, Green, Cavalera; t: Kisser) - 3:34
6. Fighting On (m: Kisser, Green, Cavalera; t: Green) - 4:29
7. Limbo (Intro) (m: Kisser, Green, Cavalera) - 0:44
8. Ostia (m: Kisser, Green, Cavalera; t: Kisser) - 3:07
9. Buried Words (m: Kisser, Green, Cavalera; t: Green) - 2:35
10. Nuclear Seven (m: Kisser, Green, Cavalera; t: Kisser) - 3:44
11. Repeating the Horror (m: Kisser, Green, Cavalera; t: Green) - 3:11
12. Eunoé (Intro) (m: Kisser, Green, Cavalera) - 0:13
13. Crown and Miter (m: Kisser, Green, Cavalera, Paulo Jr.; t: Green) - 2:12
14. Primium Mobile (Intro) (m: Kisser, Green, Cavalera) - 0:29
15. Still Flame (m: Kisser, Moraes; t: Kisser) - 4:51

### Significato Tracce
1. Limbo.
2. Descrive il momento in cui Dante si ritrova nella selva oscura del canto primo; di seguito vengono pure citate le tre fiere (lonza, leone e lupa) incontrate dal protagonista ("... three beasts blocked the path...").

## Formazione
- Igor Cavalera - batteria
- Andreas Kisser - chitarra
- Derrick Green - voce
- Paulo Jr. - basso